# Selbusjøen
Selbusjøen – jezioro w Norwegii, leżące na południowy wschód od Trondheim, w okręgu Trøndelag. Jest 16. pod względem powierzchni jeziorem w kraju, a także 19. pod względem maksymalnej głębokości. Większość powierzchni Selbusjøen należy do gminy Selbu, mniejsza część do gminu Klæbu. Powierzchnia wynosi 58 km². Maksymalna głębokość to 206 metrów. Jezioro stanowi część sieci rzecznej Nea-Nidelvvassdraget – rzeka Nea wpływa do niego we wschodniej części, a Nidelva wypływa z zachodniej.
Miejscowości leżące nad jeziorem: Selbustrand, Fossan, Tømra, Trøa, Innbygda, Mebonden, Vikvarvet i Sjøbygda.